# Lennart Holmsten
Harald Lennart Holmsten, född 20 maj 1945 i Attmars församling i Västernorrlands län, är en svensk politiker (socialdemokratisk) och tidigare riksdagsledamot mellan 1985 och 1988, invald för Gävleborgs läns valkrets.